# Bodenseeschifffahrt im Zweiten Weltkrieg
Die Bodenseeschifffahrt im Zweiten Weltkrieg war geprägt von einer militärischen Nutzung bisher ziviler Schiffe. Eine besondere Situation ergab sich daraus, dass sowohl das Deutsche Reich mit dem „angeschlossenen“ Österreich als auch die neutrale Schweiz Anrainerstaaten des Bodensees waren.

## Vorgeschichte
Die Bodenseeregion mit den Anrainerstaaten Deutschland, Österreich und Schweiz liegt im Zentrum des alemannischen Sprach- und Kulturraums. Die Schifffahrt verbindet seit zwei Jahrtausenden die Bevölkerung am See und war Drehscheibe für europäische Handelswege. Kriege mit dem Einsatz von Schiffen waren selten und dann extern begründet: Die Konfrontation zwischen Römern und Kelten 15 v. Chr., die römische Grenzsicherung durch Kampfschiffe gegen Alemanneneinfälle im 3. und 4. Jahrhundert, vor allem aber der Seekrieg auf dem Bodensee 1632–1648 und der Erste Napoleonische Krieg (1798/99–1801/02). Einzelne bewaffnete Jagdschiffe beschränkten sich vom 15. bis ins 19. Jahrhundert auf den Schutz von Schiffen mit wertvollen Ladungen. Ende des 19. Jahrhunderts wurde die Aufstellung einer „Dampfkriegsflottille“ mit eigenem Kriegshafen angeregt und wieder verworfen. Realisiert wurde nur die Österreichisch-Deutsche Bodenseeflottille im Ersten Weltkrieg mit leicht bewaffneten Patrouillenbooten.

## Ausgangslage zu Beginn des Zweiten Weltkriegs
1937 wurde die Polizei auf dem Bodensee dem Reichsminister des Inneren unterstellt und unter der Bezeichnung „Sonderdienstzweig Wasserschutzpolizei“ (SW) in die Schutzpolizei integriert. Sitz des SW-Kommandos „Bodensee“ war Friedrichshafen mit vier weiteren Stützpunkten der Polizeiboote. Diese und weitere Boote der „Seewache“ waren im März 1938 beteiligt, als beim Anschluss Österreichs an das Deutsche Reich Bregenz von deutschen Einheiten besetzt wurde. Danach waren die Bodenseeschiffe Österreichs Teil des Flottenbestandes der Deutschen Reichsbahn, der neun Dampfschiffe (DS), 17 Motorschiffe (MS), sechs Motorboote (MB) und zwei Motor-Trajektschiffe (M. Tr.) umfasste.
Die Kriegsmarine war zu Beginn des Krieges nur mit einer kleinen Einheit am Bodensee präsent, der Marine Nachrichten Station MNS Süd, Referat Funkaufklärung, in Langenargen. Sie wurde von Alfred Manhardt Edler von Mannstein geführt und entschlüsselte im südlichsten deutschen Marinestandort den gegnerischen Funkverkehr.
In und um Friedrichshafen sind wichtige Betriebe der Rüstungsindustrie entstanden, weshalb die Stadt als einzige Hafenstadt der Region ab 1943 ein Schwerpunkt der alliierten Luftangriffe wurde. Das in Friedrichshafen entwickelte Zeppelin-Luftschiff hatte 1939 keinerlei militärische Bedeutung mehr.

## Situation am schweizerischen Bodensee
Die neutrale Schweiz verfügte zu Beginn des Krieges über keine Kriegsschiffe auf dem Bodensee. Die Passagierschiffe der SBB und der URh wurden weder militärisch genutzt noch mit Tarnfarbe versehen. Nach der deutschen Invasion der Niederlande und der Invasion Norwegens 1940 musste die Schweizer Armee auch mit einer Landungsaktion der Wehrmacht am Südufer des Bodensees rechnen und bereitete sich auf Verteidigungsmaßnahmen vor. Erst 1942 stellte die Schweiz die Motorbootkompanie auf, eine kleine Flotte mit 18 leicht bewaffneten und meist requirierten Booten zur Bewachung der Seegrenze. Die Motorbootkompanie war keine Schweizer Marineeinheit; die 86 Mann waren der Genietruppe (Pioniere) unterstellt. Zum Schutz der Hafenanlagen von Romanshorn befand sich unterhalb des Hotels „Schloss“ eine Bunkeranlage. Ab 1942 befürchtete die Ostschweiz erneut eine deutsche Invasion. Sie fühlte sich vor allem durch die wachsende Zahl von Landungsfähren sowie Landungs- und Sturmbooten bedroht, mit denen das Pionier-Lehr-Bataillon 4 zwischen Lindau und Langenargen (Sitz des Stabes) Pioniere für den Einsatz an allen Kriegsschauplätzen ausbildete. Die Boote wurden grenznah bei der Dornier-Werft in Manzell, der Bodan-Werft in Kressbronn und der Bootswerft Biatel in Hard hergestellt.
Da die Anrainerstaaten nie eine einheitliche Grenze im Obersee festgelegt hatten, wandten sie in stillschweigender Übereinkunft die Haldentheorie an, nach der die Seebereiche mit mehr als 25 m Wassertiefe von den Anrainern gemeinsam als Kondominium verwaltet wurden. Während des Zweiten Weltkriegs wurde vom Deutschen Reich faktisch akzeptiert, dass die schweizerische Grenzwache Kontrollen gemäß der Realteilungstheorie bereits in Seemitte durchführte. Zu militärischen Konflikten zwischen den beiden Staaten kam es auf dem Bodensee während des Zweiten Weltkriegs aber nicht. In den letzten beiden Kriegsjahren führte das SBB-Motorboot Hecht Kurier-Querfahrten im Auftrag der Zollorgane durch. Drei Tage vor der freiwilligen Internierung deutscher Bodenseeschiffe in der Schweiz 1945 flüchtete ein Deutscher mit dem Pionierlandungsboot (PiLB 41) 535 in die Schweiz. Das Boot wurde am 23. April 1945 in Romanshorn von der Schweizer Armee interniert und 1948 der französischen Marine in Konstanz übergeben.

## Kriegsbedingte Betriebseinschränkungen
Bereits am 15. Mai 1939 wurde der Trajektverkehr in die Schweiz eingestellt und am 5. Juni 1940 der Schiffs-Querverkehr zwischen Deutschland und der Schweiz sowie die Passage zwischen dem Ober- und Untersee auf dem Seerhein. Die Einstellung des Trajektverkehrs traf vor allem den Transitverkehr der Stadt Romanshorn hart. Wegen der Treibstoffrationierung wurden die meisten Motorschiffe der Reichsbahn stillgelegt, darunter auch die neue Ostmark, die am 24. September 1939 zwar noch getauft, aber nicht mehr in Dienst gestellt wurde. Der eingeschränkte Linienverkehr wurde von wenigen Dampfschiffen übernommen. Die Schiffe mussten nachts verdunkelt werden und Gasmasken bereithalten. Ab November 1944 wurde die Verbindung Friedrichshafen–Lindau–Bregenz eingestellt und die übrigen Kurse nur noch bei Dunkelheit bedient. Alle Schiffe erhielten 1943 einen blaugrauen Tarnanstrich. Auch die am Krieg nicht beteiligte Schweiz musste wegen Treibstoffmangels ihre vier Motorschiffe stilllegen und mit jeweils zwei Dampfschiffen einen eingeschränkten Längsverkehr auf dem Ober- und Untersee durchführen.
Zu Kriegsbeginn wurden alle privaten Wasserfahrzeuge und selbst Bojen sichergestellt. Auf den See durften nur Berufsfischer und Baggerschiffe mit Sonderausweis. Von 1941 bis 1943 durfte mit einer Sondergenehmigung in abgegrenzten Buchten gesegelt werden, danach herrschte wieder ein vollständiges Verbot. Die Boote wurden teilweise vom deutschen Zollgrenzschutz angemietet oder zusammen mit dem Eigentümer zur Überwachung bestimmter Sperrlinien eingezogen. Zu bestimmten Zeiten durften Seeteile nicht befahren werden, auf denen Schießübungen mit scharfer Munition stattfanden, auch nach dem Krieg.

## Schiffsabtretungen an die Deutsche Kriegsmarine, Luftwaffe und Wehrmacht (teils Mehrfachnennungen)
Wenige Dampfschiffe genügten, um den reduzierten Fahrplan zu erfüllen. Von den Motorschiffen, die wegen der Treibstoffrationierung kaum eingesetzt wurden, sind die meisten von verschiedenen militärischen Stellen als Hilfsschiffe verwendet worden. Die Besatzung blieb zivil und die Schiffe unbewaffnet. Nur die wenigen Schiffe, die zur Flugabwehr eingesetzt wurden, waren bewaffnete Kriegsschiffe mit Soldaten an Bord.

### Wohnschiffe
- Allgäu lag während des gesamten Krieges in Lindau.
- Mainau war ab Oktober 1943 Unterkunft für die Besatzungen der Flakschiffe vor Friedrichshafen.
- Buchhorn diente als Verbindungsboot zu den verankerten Flakschiffen.
- Augsburg und MS Kempten waren 1945 Unterkünfte für russische Zwangsarbeiter in Lindau.

### Kabelleger und Bergungsschiffe
- M. Tr. Schussen, ausgerüstet mit einem Auslegerkran und Spillwinden zur Verlegung von Seekabeln. Einsatz 1941 in der Bregenzer Bucht für das Nachrichtenmittelversuchskommando (NVK) Kiel, vor Immenstaad und vor Fischbach. Bergung versenkter Hilfsschiffe in Friedrichshafen 1943.
- M. Tr. 12 zur militärischen Verwendung ohne nähere Angaben.
- M. Tr. 16, ausgerüstet mit einem Drehkran zur Verlegung von Unterwasserkabeln.

### Versuchs- und Ausbildungsschiffe
Die Deutsche Kriegsmarine richtete 1941 zu Versuchen mit Ankertauminen ein Sperrversuchskommando (SVK) in Überlingen ein und ein Nachrichtenmittelversuchskommando (NVK) in Kressbronn. Auf dem Gelände der späteren Dornier-Werke entstand die Torpedoversuchsanlage Seewerk Immenstaad. Außerdem wurden im Überlinger See Ortungsgeräte und neue Torpedo- und Fallschirmgeräte getestet. Auf dem Obersee fand regelmäßig Flak-Übungsschießen statt. Folgende Schiffe der Deutschen Reichsbahn und Motorfähren (MF) der Stadtwerke Konstanz waren betroffen:
- Konstanz im Überlinger See ab 1941 für das NVK
- Konstanz im Überlinger See ab 1943 für das SVK
- Konstanz, ein unvollendeter Neubau (Kasko), diente 1943/1944 als Torpedofangboot für Flugzeugtorpedos der Torpedoversuchsanlage Seewerk Immenstaad, danach der Erprobung von Voith-Schneider-Propellern für Minenräumboote und für Versuche mit V-Waffen.
- Oesterreich wurde von der Luftschiffbau Zeppelin GmbH[7] ab 1944 als Torpedoversuchsschiff vor Immenstaad mit einem Torpedo-Rohrsatz für Zielübungen und zwei Flak gegen Luftangriffe eingesetzt.
- Schwaben wurde von 1941 bis 1945 als Versuchsschiff für Unterwasserhorchgeräte vor Kressbronn verwendet.
- Kempten wurde 1942 ebenfalls dort als NVK-Versuchsschiff verwendet.
- Ravensburg war bis 1942 vor Friedrichshafen Versuchsschiff für das Versuchsamt Berlin-Grunewald, das NVK Kiel und das Flugforschungsinstitut Oberpfaffenhofen.
- Buchhorn war das Dienstschiff des NVK und des Flugforschungsinstituts Oberpfaffenhofen.

## Einheiten der Wehrmacht auf dem Bodensee

### Die Küstenjäger-Abteilung z.b.V. 800 Brandenburg
Aus dem seit 1942 in Langenargen bestehenden Pionier-Lehr-Bataillon 4 wurde zum Jahreswechsel 1942/43 die Küstenjäger-Abteilung (KJA) zur besonderen Verwendung 800 aufgestellt, eine Einheit in der Division Brandenburg. Sie war der einzige militärische Verband auf dem Bodensee. Die KJA bildete Heeres-, Luftwaffen- und Marineangehörige für Spezialeinsätze aus, hatte aber auf dem Bodensee keinen Kampfeinsatz. Die Einheit wurde am 15. März 1943 an das Mittelmeer verlegt. In den letzten Kriegstagen befürchtete die Bevölkerung des Bodenseeumlandes ihr Eingreifen, das mit hohen Verlusten verbunden gewesen wäre.
Die Einheit bestand aus einem Stab und vier Kompanien, insgesamt etwa tausend Mann, mit folgender Ausrüstung: Kommandoboote, schwere Sturmboote 42, Sprengboote Linse, einem Pionierlandungsboot 41 und mehrere beschlagnahmte französische Motoryachten; zudem leichte und schwere MGs und mittlere Granatwerfer.

### Flugbetriebsboote
In Friedrichshafen waren zwei Flugbetriebsboote vom Typ C III stationiert; beide waren offene Schlepp- und Transportboote der Luftwaffe. FL. C 3084 war leihweise der Dornier-Werft überlassen worden, FL. C 3142 war beim Fliegerhorst Friedrichshafen stationiert.

### Schwimmende Flakbatterien, verankert vor Friedrichshafen zur seeseitigen Luftabwehr
Friedrichshafen war landseitig von einem Ring Flakbatterien zur Abwehr der nach 1943 immer häufigeren Luftangriffe umgeben. Mehrere etwa 300 Meter vom Ufer entfernt verankerte Flakschiffe, die vor der Übernahme durch das Militär zivile Funktionen hatten, schlossen den Verteidigungsring auch seeseitig. Nach Osten hin war die Bucht mit verankerten Kreuzen aus Baumstämmen abgeriegelt, auf denen große Blechtafeln senkrecht montiert waren, um so den Radargeräten der Bomber Land vorzutäuschen. Vernebelungen von Fischerbooten aus steigerten den Effekt. Am 27. September 1944 wurde der Flakschutz für das weitgehend zerstörte Friedrichshafen aufgehoben und die Flakschiffe abgezogen.
- M. Tr. Schussen wurde bereits Ende August 1939 mit zwei Flak und Suchscheinwerfern ausgerüstet.[12]
- M. Tr. 16 wurde mit drei Flakgeschützen Kaliber 2 cm bewaffnet sowie mit Suchscheinwerfern ausgerüstet.[13]
- Königin Charlotte, das bereits 1943 ausgemustert worden war, wurde 1944 mit einem Vierlingsgeschütz auf dem Vorschiff und mit Suchscheinwerfern auf dem Heckpavillon ausgerüstet.
- Ein Trajektschleppkahn wurde zum Flakschiff Argen umgebaut und vor dem Seewerk Immenstaad verankert.[14]
- Außerdem wurden einige Last- und Kiesschiffe mit leichter Flak bewaffnet.

## Kriegsbedingte Schäden und Verluste

### Durch deutsche Demontage und Requirierung
Bei folgenden Raddampfern wurde der Radkastenschmuck (Wappen, meist aus Bronze) zur Rohstoffgewinnung demontiert und eingeschmolzen:
- Friedrichshafen 1940
- Lindau 1941
- Bavaria 1941
- Stadt Meersburg 1943
- Zaehringen 1943

Vom deutschen Militär wurden zwei Motorboote requiriert:
- Glückauf, eingesetzt 1942 als Dnjepr-Fähre, Verlust an der Ostfront.
- Woge, erbaut 1938 in Friedrichshafen für die Deutsche Reichsbahn, war von 1939 bis 1943 ein leichtes Flakschiff[15] und wurde versenkt. Der Einsatz ist unbekannt.

### Durch alliierte Bombenangriffe auf Friedrichshafen von 1943 bis 1945

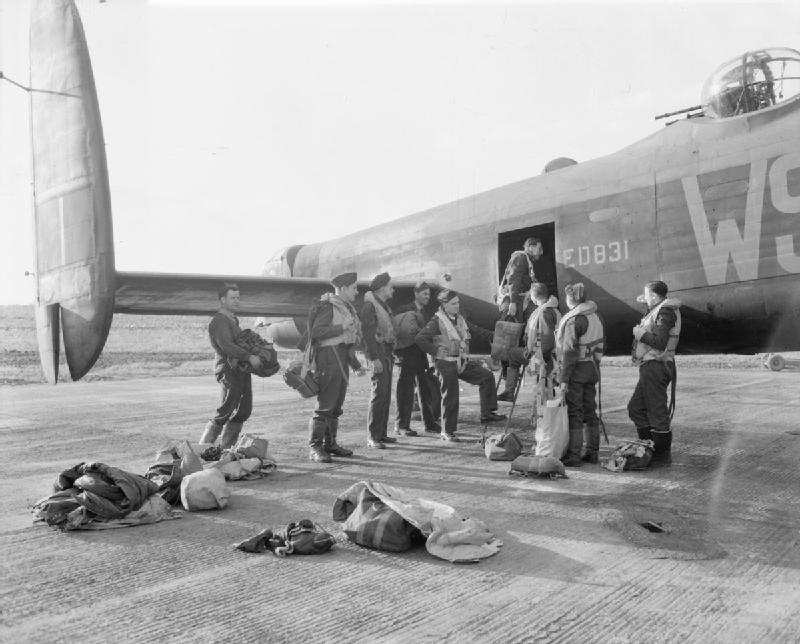
Die Besatzung eines RAF-Bombers bereitet sich auf einen Einsatz zur Bombardierung von Industrieanlagen in Friedrichshafen vor (siehe Kommentar zum Bild).

Folgende Schiffe wurden bei der Bombardierung der Altstadt im Hafen oder als vor Anker liegendes Flakschiff beschädigt:
- Friedrichshafen brannte in der Nacht vom 27. zum 28. April 1944 auf der Werfthelling aus.[16]
- Württemberg sank in derselben Nacht nach einem Nahdetonierer im vorderen Hafenbecken von Friedrichshafen. Nach der Hebung erfolgte die endgültige Zerstörung durch einen Bombentreffer am 20. Juli 1944.
- Königin Charlotte wurde, bereits ausgemustert, ebenfalls bei diesem Angriff im Hafenbecken stark beschädigt und danach abgewrackt.
- Das Schlammschiff Nr. 3 sank schwer beschädigt im Hafenbecken.
- Der Dampfschlammbagger wurde am 28. April 1944 von einer Sprengbombe getroffen, ist gesunken und wurde im Juni wieder gehoben.
- Der ehemalige Trajektkahn II wurde am 28. April 1944 stark beschädigt und sank.[17]
- Gna, das Forschungsschiff der aerologischen Drachenstation, sank schwer beschädigt.
- M. Tr. Schussen wurde durch einen Nahdetonierer leicht beschädigt.
- Ein Kiesschiff mit leichter Flak wurde bei diesem Angriff ebenfalls beschädigt.
- Das Forschungsboot Kormoran des Limnologischen Instituts Konstanz (zuvor A-Barkasse des Schlachtkreuzers Moltke, dann Polizeiboot) wurde in der Seemooser Halle vernichtet,[18] ebenso der Bootsbestand des Württembergischen Yacht-Clubs mit dem Motorboot Graf Zeppelins, der Württemberg.
- Das Leichte Schnellboot LS 5, 1941 von der Dornier-Werft in Friedrichshafen gebaut und von den Dornier-Werken als Begleitschiff eingesetzt, wurde am 25. September 1943 versenkt.[19]
- Das Flugbetriebsboot FL.C 3084 der Dornier-Werke wurde beim Luftangriff am 18. März 1944 beschädigt, von der Michelsen-Werft repariert und brannte nach dem Angriff am 23. Mai 1944 vollständig aus.[20]
- Der Schiffsrumpf des unvollendeten MS Konstanz brannte mittschiffs nach einem Bombentreffer im April 1945 im Hafenbecken fast vollständig aus.

Außerdem wurden die Hafenanlagen weitgehend zerstört. Die Luftabwehr hatte hohe Verluste zur Folge, sowohl unter den Besatzungen der getroffenen Flugzeuge als auch bei den meist jugendlichen Flakhelfern an Land. Auf den Flakschiffen gab es kaum Verluste. Die Stadt Friedrichshafen wurde bei elf schweren Bombardierungen zu 60 % zerstört. Mehr als tausend Menschen wurden getötet und verwundet, vor allem Zivilisten und Fremdarbeiter.

### Durch alliierte Fliegerangriffe mit Bordwaffen
Teile der stillgelegten Konstanzer Schiffe wurden zum Schutz vor Bombenangriffen im Hafen und in der Bucht von Ludwigshafen im Überlinger See verankert, wo sie entdeckt und am 24. Juli 1944 von alliierten Tieffliegern beschossen wurden.
- Höri sank im seichten Hafenbecken. Es wurde nach dem Krieg wieder instand gesetzt.
- Schienerberg wurde in der Bucht von Ludwigshafen schwer beschädigt.
- Baden erhielt ebenfalls dort 400 Treffer – einer ist noch heute sichtbar – und konnte von Fischern knapp vor dem Sinken bewahrt werden.

Bei all diesen Ereignissen ist von Todesopfern unter den Besatzungen nichts bekannt. Das Kursschiff Stadt Meersburg konnte am selben Tag dem Beschuss durch Tiefflieger nur durch Flucht ans Schweizer Ufer entkommen. Ein anderes Mal rettete es sich in den Meersburger Hafen, der durch einen Bergrücken geschützt ist.

### Schäden beim Einmarsch der französischen Truppen Ende April 1945
Wie die Inselstadt Lindau wurden diese drei Schiffe in den letzten Kriegstagen geplündert und beschädigt:
- Ravensburg im Überlinger Mantelhafen
- Schwaben in Kressbronn
- Bodman in Bodman[21]

## Kriegsbedingte Folgeschäden nach Kriegsende
Ende April 1945 besetzten die alliierten Truppen die westliche und nördliche Bodenseeregion, die vollständig Teil der französischen Besatzungszone wurde. Die Schiffe der Deutschen Reichsbahn wurden von der Betriebsvereinigung der Südwestdeutschen Eisenbahnen (SWDE), Speyer, in der französisch besetzten Zone verwaltet. Drei der vier österreichischen Schiffe wurden an die Österreichischen Bundesbahnen zurück übertragen; die Ostmark wurde, wie ursprünglich vorgesehen, in Austria umbenannt.

### Durch Reparationsleistungen an Frankreich
Als Kriegsbeute ("prise de guerre") und im Rahmen der Reparationen, die Frankreich als Siegermacht von Deutschland forderte, wurden Motorboote nach Frankreich verbracht:
- Greif war in Rouen bis Ende der 1990er-Jahre als Hafenbarkasse im Einsatz.
- Buchhorn[22]
- Arthur
- Adler
- Silberhecht wurde noch während des Einsatzes auf dem Bodensee schwer beschädigt und an die Bodan-Werft in Kressbronn verkauft.
- LS 13–18. Die sechs Leichten Schnellboote der Dornier-Werft wurden 1945 nach Frankreich verbracht.[19]
- Sechs Arbeitsboote der Reichsbahn (aus der Serie R1-R8) wurden beim Einmarsch der französischen Truppen als Kriegsbeute für die neue "Flottille du Lac de Constance" requiriert.[23]
- Mindestens zehn "Vedettes" wurden auf dem Bodensee als Kriegsbeute beschlagnahmt und später auf dem Rhein eingesetzt.[24]
- Fünf Pionierlandungsboote PiLB 41 (Nr. 536–540 bzw. Constance I-V), bei der Bodan-Werft noch im Bau, mussten nach ihrer Fertigstellung ebenfalls an die "Flottille" ausgeliefert werden.[25]

Endgültig beschlagnahmt wurden nur Boote, die auf der Schiene, der Straße oder auf Wasserstraßen verlegt werden konnten. Sie wurden grundsätzlich mit französischen Namen versehen, in den ersten Monaten der Besetzung sogar noch von der Einheit, die das Boot in Beschlag nahm, später durch die Militärverwaltung in Konstanz. Wenn die Boote nach dem Einsatz auf dem Bodensee an den Oberrhein oder an die Küste verlegt wurden, wurden sie dort erneut umbenannt. Im Gegensatz zur deutschen Vorgeschichte sind die Stationen und Namen in den französischen Quellen gut dokumentiert.

### Von der französischen Besatzungsmacht vorübergehend beschlagnahmte Schiffe
Die meisten deutschen Bodenseeschiffe wurden von der französischen Besatzungsmacht beschlagnahmt und als Wohn-, Wach- oder Vergnügungsschiffe verwendet. Einige wurden auch nach Kriegsende weiterhin militärisch eingesetzt:
- Oesterreich wurde, obwohl es kein deutsches Schiff war, bis 1948 von der französischen Marine für Torpedoversuche vor Immenstaad verwendet und dann in völlig desolatem Zustand den Österreichischen Bundesbahnen übergeben.
- Schwaben wurde in St. Corenthin umbenannt und von der französischen Marine weiterhin bis 1949 für Unterwasserhorchgeräteversuche verwendet.
- M. Tr. Schussen wurde wie M. Tr. 16 außer zur Hebung von Schiffen dazu eingesetzt, die zuvor verlegten Seekabel wieder zu bergen.
- Bayern wurde als Bretonne von der französischen Zollverwaltung auf dem Bodensee eingesetzt.
- MS Mettnau und MS Hegau waren Kurierschiffe der französischen Besatzungsmacht.
- Ravensburg lag als Wohnschiff im Militärhafen der Bodan-Werft.
- WSP 3 Panther. Das 1934 von der Bodan-Werft für die Wasserschutzpolizei gebaute Motorboot wurde bis zur Überführung nach Frankreich 1948 in der bewaffneten "Flottille du Lac de Constance" eingesetzt.
- Die Autofähre Konstanz–Meersburg war bis November 1945 außer Betrieb. Die drei Schiffe wurden zwischen Bregenz und Überlingen als Truppentransporter eingesetzt.[26]
- Die französische "Marine nationale" mit Sitz in Konstanz beschlagnahmte 1945 sämtliche noch vorhandenen privaten Boote und Schiffe. Offiziell sollte so die Flucht von Kriegsverbrechern verhindert werden. Tatsächlich wurde vor allem nach Wissenschaftlern und Technikern der Rüstungsbetriebe und -labore gesucht.

Von den vorübergehend beschlagnahmten Schiffen erhielten nur drei einen französischen Namen. Während der Besatzungszeit trugen alle deutschen Schiffe eine Registriernummer am Bug und führten die französische Tricolore, später die Flagge Cäsar (internationale Bezeichnung: Charlie). Die österreichischen Schiffe führten einen rot-weiß-roten Wimpel an der Rahe des Hauptmastes. Ende der 1940er-Jahre wurden der Tarnanstrich entfernt und die Schiffe wieder weiß gestrichen.

### Gefahren für die Fischer
Für einen Teil der Bodensee-Schifffahrt, die Berufsfischer, stellen die verborgenen Hinterlassenschaften des Zweiten Weltkriegs bis heute eine große Gefahr dar:
- Wracks abgestürzter Flugzeuge, welche die Netze beschädigen;
- Bomben-Blindgänger und Minen, ein lebensgefährlicher Beifang;
- Waffen, Munition und Fahrzeuge, die beim Rückzug der deutschen Truppen im See versenkt wurden;
- Bomben, Munition und Sprengstoffe, die nach dem Kriegsende von den französischen Besatzungstruppen im See „entsorgt“ wurden.

## Allgemeine und verhinderte Schäden
Allgemein sind der Schifffahrt Schäden entstanden durch den jahrelangen Stillstand, die mangelhafte Wartung, die Entfernung des zähen Tarnanstrichs sowie durch Betriebsausfall und zerstörte Hafenanlagen. Viele Besatzungsmitglieder wurden eingezogen.
Zwei Befehle der nationalsozialistischen Machthaber kurz vor Kriegsende kamen glücklicherweise nicht zur Durchführung: So war geplant, die Mannschaften und die Schiffe zu bewaffnen und in einen aussichtslosen Kampf zu schicken.
Ein anderer sinnloser NS-Befehl der Lindauer Kreisleitung sah vor, alle in den Häfen von Lindau und Bregenz liegenden Schiffe, darunter die größten Einheiten Deutschland, Allgäu und die neue Ostmark, vor dem feindlichen Einmarsch selbst zu versenken. Nur den geheimen Verhandlungen des Reichsbahnvorstands Otter, dem Verständnis von schweizerischen Behörden und dem Mut der Schiffsbesatzungen war es zu verdanken, dass in der Nacht auf den 26. April 1945 drei einsatzfähige Dampfschiffe und ein Motorboot fünf fahruntüchtige Schiffe unbemerkt in vier Schweizer Häfen schleppen konnten, wo sie ohne Mannschaften bis nach dem Kriegsende schutzinterniert waren und dann unversehrt den Alliierten übergeben wurden. So überstanden die meisten deutschen Bodenseeschiffe den Krieg relativ unbeschadet. Fünf von ihnen verkehren heute noch: Der Raddampfer Hohentwiel und die Motorschiffe Baden, Karlsruhe, Schwaben und die österreichische Austria, die ehemalige Ostmark.
Die während der Stilllegung gut gewarteten vier schweizerischen Motorschiffe waren sofort verfügbar, als ihnen 1946 der gesamte Bodensee freigegeben wurde für Sonderfahrten und die Erholungsfahrten für deutsche Kinder, die Schweizer Kinder. Die bei dieser Aktion einer guten Nachbarschaft beteiligten Schiffe Zürich und Thurgau sind heute noch in Betrieb.
Ein Relikt aus dem Zweiten Weltkrieg ist ein massiver Hochbunker auf dem Werftgelände der Bodensee-Schiffsbetriebe in Friedrichshafen. Er bot den Werftarbeitern und Schiffsbesatzungen Schutz und widerstand auch späteren Versuchen, ihn zu beseitigen, obwohl er unscheinbar wie ein Schuppen wirkt.